# ISO 16949
ISO 16949とは、自動車産業向けの品質マネジメントシステム (QMS) の技術仕様である。

## 概要
2013年時点の版はISO/TS 16949:2009であり、名称は「品質マネジメントシステム - 自動車製造や関連する交換部品に携わる組織にISO 9001:2008を適用する際の要求事項」(Quality management systems —Particular requirements for the application of ISO 9001:2008 for automotive production and relevant service part organizations)という。TSは技術仕様(Technical Specification)を意味する。ここで品質マネジメントシステムというのは、単に顧客の要求事項を満たすだけでなく、継続的な改善や不良品ができることを防止すること、製品の統計的ばらつきの減少、サプライチェーンにおける無駄の排除を確実なものにするシステムである。自動車業界において製品やサービスを供給する組織が、そのようなシステムを運用していくことを支えることがISO/TS 16949 の目的である。

### 2016年の改正
ISO/TS 16949:2009は、2016年10月にIATF 16949:2016へ改正された。

## ISO/TS 16949制定までの歴史

### ISO/TS 16949の制定以前
自動車の大量生産が始まってしばらくの間は、部品を完成車メーカー自身が製造する例が多かった。例えば、フォードが1927年に建設したデトロイトのルージュ工場は溶鉱炉を備え原料から完成車まで一貫して自動車を製造していた  。
しかし、現代においては、多くの完成車工場は、鋼板からパネルを打ち抜くプレス工程、そのパネルをつなげてボディに仕上げる溶接組立工程、このボディに色を塗る塗装工程、ボディに部品を組み付けていく組立工程の4つの主要な工程からなっている。その他に自社のエンジン工場が別にあることは多い。つまり、個々の部品について見た場合、自動車の完成車メーカーが自ら製造している部品はボディやエンジンブロックなど極少数の部品にすぎない。自動車を構成するほとんどの部品は外部のサプライヤーが製造し、それを完成車メーカーが完成車工場やエンジン工場で組み付けているのである。したがって、個々の部品の品質やサプライヤーの品質マネジメントシステムを管理することは、完成車メーカーにとって重要なテーマの一つとなっている。
完成車メーカーは、古くからサプライヤーに対する品質管理体制の監査を実施してきた。例えば、1964年にフォードはQ101を、ゼネラル・モータースはSPEAR(Supplier Performance and Evaluation Report)を定め、サプライヤーに対する監査を始めている 。また、1980年代に日本の自動車メーカーの製品が、その品質の良さでアメリカの市場に浸透してくるようになると、アメリカの完成車メーカーはペンタ・スター(クライスラー)、Q1(フォード)、ターゲット・フォー・エクセレンス(ゼネラル・モータース)というようなサプライヤーの品質管理体制に対する賞を設けた 。サプライヤーを表彰することで、サプライヤーを評価し、サプライヤーの関心を品質向上に向けるようにしたのである。
一方で、完成車メーカー各社がそれぞれ独自の品質保証体制をサプライヤーに要求すると、サプライヤーは取引のある完成車メーカーすべてに対応する仕組み作りが必要となり、大変に大きな負担がかかる。具体的には以下のような問題があげられる 。
- 似たような個別の規格が拡散していること。
- 要求される書類が異なること。
- さまざまな監査を完成車メーカーそれぞれが行うこと。
- 用語が共通でないこと。
- 同じ考え方に対し複数の用語がもちいられること。
- 同じ用語に異なる意味があること。
- 完成車メーカーごとに評価方法がちがうこと。

このことはティア2サプライヤーの場合、状況はさらに悪くなり、完成車メーカーの規格だけでなく、それに各ティア1サプライヤーの独自の規格が加わってくるのである。
このような問題を解決するために自動車業界の統一した品質マネジメント規格が求められた。アメリカでは、そのような要望に応えてビックスリーが中心となって統一の品質マネジメント規格QS-9000を制定した。1988年に三社の購買担当副社長が統一の規格やマニュアルの作成に合意し、QS-9000は1994年に出来上がった 。これは、ISO 9000：1994 の4章を基に、各社のペンタ・スター、Q101、ターゲット・フォー・エクセレンスの要求事項を網羅するように発展させたものである。QS-9000と一緒にサプライヤーに求める品質管理の方法や手順もまとめられ、アメリカ自動車工業会(AIAG)が生産部品承認プロセス(PPAP)、統計的プロセス制御(SPC)、測定システム解析(MSA)、故障モード影響度解析(FMEA)、先行製品品質計画(APQP)という5冊の手引書も発行した。これらの手引書はQS-9000とセットで品質マネジメントシステムの要求事項をなすもので、ファイブ・コアツールと呼ばれている。QS-9000がISO/TS 16949に置き換わった現在でも、アメリカ系のメーカーはこの5冊の手引書をISO/TS 16949に添付する顧客固有要求事項としてサプライヤーへの品質マネジメントシステムの要求事項の一部にしている。
ドイツでは、1991年にドイツ自動車工業会(VDA：Verband der Automobilindustrie)がVDA6.1を制定した。VDAはダイムラー、BMWといった完成車メーカーと、ボッシュやコンチネンタルというような部品メーカーなど、2013年現在600以上の企業が加盟する業界団体である 。VDAは1901年にVDMI(Verein Deutscher Motorfahrzeug-Industrieller)の名前で組織され、1946年にVDAと名前を変えて現在に至る組織である。このVDAの作成したVDA6.1はDIN EN ISO 9004:1990を基にした自動車産業向けのチェックシートで、業界内での統一したISO 9004 の解釈を示し、共通の方法でサプライヤーの品質マネジメントシステムの監査ができるように作られたものである 。VDAもファイブ・コアツールに相当するような様々な手引書をまとめており、ドイツ系のメーカーではVDAのまとめた手引書(一般にVDAのまとめた手引書・基準書自身もVDAと呼ばれる)に基づくように求めている。ただし、AIAGのファイブ・コアツールもVDAも主要な内容はほとんど同じである。
イタリアでは、イタリア自動車部品工業会(ANFIA: Associazione Naionale Fra Industrie Automobilistiche)がAVSQ(Associazione Nazionale dei Valutatori di Sistemi Qualita: 品質システム評価)を1994年に制定した。これは、ISO 9001:1994 を基にしたチェックリストであり、質問ごとに自動車業界でその質問の内容をどのように導入するかというガイドラインも記されている。AVSQの第三版では、VDA6.1、EAQF(フランスの品質システム規格：後述)、ISO 9004-1：1994の内容が取り入れられ、AVSQの認証はVDA6.1やEAQFの認証と同等とされていた 。
フランスでは、PSA・プジョーシトロエンとルノーがEAQF(Référentiel d'Evaluation d'Aptitude qualité fournisseurs： サプライヤー品質能力調査参照資料)を1990年に発行した 。これはISO 9001の第4節を基に、ISO 9001 を自動車産業に適用するための指針や追加の要求事項を加えたものである。1994年にVDA6.1の内容を取り入れて、大幅に改定された(EAQF： Evaluation d'Aptitude qualité fournisseurs/サプライヤー品質能力調査)。

### ISO/TS 16949の制定
例えば、ゼネラル・モータースが1926年にイギリスのボクスホールや1930年にアダム・オペルを傘下に収めたように、国境を越えて企業を買収することは昔から行われてきた。企業を買収するだけでなく国籍の違う完成車メーカー同士がさまざまな形で共同で生産や開発(NPD)を行うことも珍しくない。すると、例えばアメリカのQS-9000認定サプライヤーが、VDA 6、AVSQ、EAQF にも同時に対応しなければならないこともあることになる。国ごとに統一した自動車産業向けの品質マネジメントシステムが出来上がったものの、サプライヤーが国境を越えて部品を供給するために、さらなる規格の統一が求められた。そこで欧米の主要な自動車生産国の自動車工業会と各メーカーがIATF(国際自動車タスクフォース)を結成し、ISO/TS 176 委員会の協力のもとに統一の品質管理システムの仕様である ISO/TS 16949：1999 を作成した。
第二版にあたる ISO/TS 16949：2002 の改定には日本自動車工業会(JAMA)も参加した(日系の完成車メーカーは参加していない)が、2013年現在の版である第三版 ISO/TS 16949：2009 の改定には日本自動車工業会は参加しなかった。
QS-9000はISO/TS16949に統合し、2006年12月15日以降は無効となった。

## ISO/TS 16949 の特徴
ISO/TS 16949 やその前身と言える QS 9000 やVDA 6 がまとめられる前から、TQMという考えがあった。元々は1950年代から1960年代にかけてエドワーズ・デミングが日本で広めた品質管理の考え方が基になっている。しかし、TQMはどちらかといえば観念的な物で、具体的に品質マネジメントシステムを導入するためのガイドラインとはならなかった。この点に関してISO/TS 16949 およびその基礎になっているISO 9001 や QS-9000 などは、もともと商取引を有利なものにすることを想定しているので、品質マネジメントシステムの具体的な実現方法の手引きとして適している。
また、ISO/TS 16949 は、その前身の一つである QS-9000 に対して、顧客満足度や社員の満足度の扱いに特徴がある。ISO/TS 16949：2002から、顧客満足度については、要求事項への適合の度合いを顧客がどのように認識しているかを継続的に確認する方法を確立しなければならないことが規定された 。この項目はISO 9000：2000のアップデートで取り入れられたものがそのまま ISO/TS 16949：2002 に取り入れられたものである。ISO/TS 16949：2002 ではさらに製造工程のパフォーマンスを継続的に確認することや、製造工程や製品が顧客の要求事項に合致していることを示すことが明示的に規定されている。
社員の満足度については、QS-9000 ではまったく触れられていないが、ISO/TS 16949：1999では社員の満足度を調べる仕組みを整えることが規定され、ISO/TS 16949：2002では、品質目標を達成することや、継続的な改善活動を行うこと、新しいアイデアを取り入れることなどに社員が積極的に取り組むように促す仕組みを作ることを規定している。

## ISO/TS 16949 の構成
ISO/TS 16949は、ISO 9001の本文とそれに対する約100項目の追加項目からなっている。例えばISO 9001:2008に「6.4 労働環境」という項目がある。

6.4  Work environment 

The  organization  shall  determine  and  manage  the  work  environment  needed  to achieve  conformity  to product requirements. 
--ISO 9001:2008

6.4 労働環境

製品に対する要求事項を満たすために必要となる労働環境を、組織は規定し、管理しなければならない。
--ISO 9001:2008(引用者訳)

この項目ももちろんISO/TS 16949の要求する要求項目の一つであり、ISO 9001の要求事項はすべて ISO/TS 16949の本文にそのまま引用されている。IATFはここに「6.4.1 製品に対する要求事項に合致させる際の人の安全」と「6.4.2 清潔な施設」の2項目を付け加えている。6.4.1項では作業を行う従業員の安全に対して組織が責任を持つことを規定し、6.4.2項では施設を秩序ある清潔な状態に保つこと(一般的には、いわゆる5Sを指す)を求めている。どちらもISO 9001:2008では明示的に求められていない項目である。このようにISO 9001に対して ISO 9001の内容を追加したり、補足したり、適用を限定したりする項目を追加することでISO/TS 16949が構成されている。
また、ISO/TS 16949は、ISO/TS 16949本文だけでなく、顧客固有要求事項と呼ばれる完成車メーカーごとに作成する別冊を合わせて基本的な要求事項全体をなす 。前述のとおりファイブ・コアツールなどの関連文書を参照するように求めているのは、顧客固有要求事項である。また、ISO/TS 16949本文の内容をさらに具体的に規定もしている。例えばフォードは、レイアウト・インスペクションを求めているISO/TS 16949：2009本文の8.2.4.1項に対して、それぞれの製品についてレイアウト・インスペクションを年に一回は行うように顧客固有要求事項で追記している  。顧客に固有の要求事項であるから、この部分は当然完成車メーカーによって違いがあり、例えばゼネラル・モータースは同じレイアウト・インスペクションに対して、頻度は特に規定しない、と明記している 。

## ISO/TS 16949 の内容
ISO/TS 16949 は ISO 9001を基にした共通仕様であるので、基本的な内容はISO 9001と同じである。例えば品質マネジメントの8つの原則は、そのまま ISO/TS 16949 にも当てはまる。品質マネジメント8つの原則とは以下の原則のことである。
1. 顧客重視（Customer focus）
2. リーダーシップ（Leadership）
3. 人々の参画（Involvement of people）
4. プロセスアプローチ（Process approach)
5. マネジメントへのシステムアプローチ（System approach to management)
6. 継続的改善（Continual improvement）
7. 意思決定への事実に基づくアプローチ（Factual approach to decision making)
8. 供給者との互恵関係（Mutually beneficial supplier relationships）

これらの原則が実施されていることを示し、また組織に周知させることは経営者のなすべきことであり 、ISO/TS 16949 の各要求事項は、これらの原則のどれかに必ず対応している。
章立ても ISO 9001 とまったく同じである。
0章 序文
ISO 9001の当該部分とほとんど同じであるが、ISO/TS 16949 が目指しているのは、継続的な改善、不良品の予防、ばらつき幅の減少及び無駄の削減を実現する品質マネジメントシステムの構築であることが述べられ、いくつもの認証を受けることを避けるための統一仕様であることが付記されている。
1章 適用範囲
これもISO 9001の当該部分とほとんど同じであるが、デザインセンター、本社、倉庫・配送センターというような部門は、それが製造工場と別の場所にあっても、製造工場のサポート部門と位置づけられ、このサポート部門単独で ISO/TS 16949 の認証を受けることはできない。また、ISO 9001 は非製造業の組織に適用することを想定して、第7章 製品の実現 を適用しないことを許しているが、ISO/TS 16949 は表題にもある通り、最初から製造に携わる組織への適用を想定しているので、適用が除外できるのは 7.3章 設計・開発 のみとしている 。これは完成車メーカーや上位のサプライヤーが設計を担当し、製造だけを当該の組織に任せる場合があるからである。7.3章を除外したとしても、製造プロセスの設計は除外できない。
2章 関連規格
ISO 9001からの引用であり、ISO 9000「品質マネジメントシステム－基礎と用語」の最新版が必要な参照規格であることが述べられている。ISO/TS 16949：2009でこれに付け加えられている追加項目はない。
3章 用語と定義
コントロールプラン、 重要特性(special characteristics)などISO/TS 16949 で使われている12の用語を定義している。
4章 品質マネジメントシステム
この章では品質マネジメントシステム全体に対する基本的な要求事項を規定している。システムの個別の要素に対する5章以下の内容と重複している部分もある。ISO/TS 16949：2002 以降の版では、文書化よりも、プロセスそのものに比重を移しており、この章でも効率的なマネジメントシステム作りに重要な要素を規定している。
5章 経営者の責任
この章では経営者の責任を規定している。何よりも、品質マネジメントシステムを構築しそれを適用していくことに経営者が深くかかわってることを示さなければならない。具体的には、顧客の必要や期待をつかみ、それを織り込んで方針を作成し、具体的な目標を設定し、実現のために社内の環境を整えることに経営者が参加することが必要である。また、これらのことが実際に実現・達成できているかどうかレビューすることも経営者に求めている。
6章 資源の運用管理
資源の一つである人については、ポジションに必要な能力をまず規定することが求められている。能力とは単に学歴とか資格ということではなく、そのポジションの業務を成し遂げる力量のことである。設計にかかわるポジションの能力については、特にこのことが明示的に求められている 。労働環境や工場、設備がどうあるべきかについてもこの章で規定している。
7章 製品実現
もっとも分量の多い章である。実際に製品を製造する過程を企画、設計・開発、購買、製造、確認・測定に分けて、それぞれがどうあるべきかを規定している。ISO/TS 16949 では、製品設計および工程設計の成果の一つとしてFMEAが含まれることを具体的に述べている 。また製品実現は顧客の必要や要求を実現する過程でもあり、顧客の必要や要求に合致させるための仕組みを作るべきであることも規定している。
8章 測定、分析、改善
(1) 製品が要求項目に合致していることを示すため、(2) 品質マネジメントシステムがしかるべきものであることを確認するため、さらに、(3) 品質マネジメントシステムの効率を常に改善するために、測定、分析、改善の仕組みを整えなければならないとしている 。測定機器の管理の仕組みについては、前章に規定されている。
ISO 9001の章立てに加えて、ISO/TS 16949 では附則Aとして、コントロールプランの書式を規定している。コントロールプランとは、製造工程にそって、どの工程で、どの項目を、どのように、どれくらいの頻度で確認するかをまとめた一覧表である。ISO/TS 16949  ではコントロールプランを製造工程や部品、材料について必ず作成するように決められている。AIAGのファイブコアツールの手引書の中では、APQPの手引書でコントロールプランについてより詳しく解説している。

## 主な認証機関
- デット・ノルスケ・ベリタス（英語版）
- テュフズード
- テュフラインランド（英語版）
- テュフノルド（英語版）
- NSFインターナショナル（英語版）
- ビューローベリタス
- SGS
- アフノール（英語版）
- DQS Holding GmbH